# Jo Wells
Joanne Caladine Bailey Wells  (née Bailey ; le 24 juin 1965) est une évêque anglicane britannique, théologienne et universitaire. Depuis janvier 2023, elle sert au bureau de la communion anglicane à Londres en tant qu'« évêque pour le ministère épiscopal ». Auparavant, elle est chargée de cours en Ancien Testament et en Théologie biblique à Ridley Hall, Cambridge, puis professeure agrégée de Bible et de ministère à la Duke Divinity School, Université Duke, Caroline du Nord. De 2013 à 2016, elle est aumônière de l'archevêque de Cantorbéry. Elle est alors évêque de Dorking, (2016-2023).

## Jeunesse
Wells est née le 24 juin 1965 à Bradford, Yorkshire de l'Ouest. Elle fait ses études à la Queenswood School, une école privée réservée aux filles dans le Hertfordshire, et fréquente la sixième année du Marlborough College, une école indépendante du Wiltshire. Elle prend une année sabbatique avant l'université et passe du temps dans une mission chrétienne au Transkei, en Afrique du Sud.
Elle s'inscrit au Corpus Christi College de Cambridge en 1984, la deuxième année où le collège admet des femmes, pour étudier les sciences naturelles. Elle obtient un baccalauréat ès arts (BA) en 1987  selon la tradition, son BA est promu au rang de maîtrise ès arts (MA Cantab) en 1990. Pendant son séjour à Cambridge, elle reçoit un demi-bleu pour le hockey sur glace. Elle reçoit une bourse du Rotarien pour poursuivre ses études dans une université américaine. Elle choisit d'étudier la Communication interculturelle à l'Université du Minnesota,. Aux États-Unis, elle s'implique dans l'Église épiscopale et est pasteur des jeunes à l'Église épiscopale du Messie à Saint Paul, Minnesota,. Elle obtient une maîtrise ès arts (MA) de troisième cycle en 1989  ou 1990.
En Amérique, elle ressent l'appel à l'ordination et retourne en Angleterre. Elle étudie la théologie au St John's College de Durham et obtient un deuxième baccalauréat en 1992. Elle se forme ensuite au ministère ordonné à Cranmer Hall, Durham, un collège théologique anglican qui fait partie du St John's College. Lorsqu’elle commence ses études de théologie, les femmes n’étaient pas encore ordonnées prêtres dans l’Église d’Angleterre. Elle poursuit ses études et obtient un doctorat en philosophie (PhD) de l'Université de Durham en 1997. Sa thèse de doctorat s'intitule « A holy nation: Israel's call to holiness in a canonical perspective ».

## Ministère ordonné
Wells est ordonnée diacre dans l'Église d'Angleterre en 1995 et prêtre en 1996. De 1995 à 2001, elle fait partie de l'équipe ministérielle du Clare College de Cambridge : elle est aumônier de 1995 à 1998 et doyenne de 1998 à 2001. Ayant été ordonnée à un poste d'aumônerie, elle n'effectue pas le parcours habituel de formation en cure.
De 1997 à 2001, Wells est directeur des études de théologie au Clare College de Cambridge et maître de conférences affilié à la Faculté de théologie de l'Université de Cambridge. De 2001 à 2005, elle est chargée de cours en théologie d'Ancien Testament et de la Bible à Ridley Hall, Cambridge, une école théologique anglicane. Elle est également tutrice pastorale du collège. De 2005 à 2012, elle est professeure agrégée de Bible et de ministère à la Duke Divinity School et directrice de sa Maison d'études épiscopale anglicane.
En février 2013, Wells est nommée aumônier de l'archevêque de Cantorbéry. Sa première tâche est de porter la croix primatiale lors de l'intronisation du nouvel archevêque de Cantorbéry, Justin Welby, à la Cathédrale de Canterbury le 21 mars 2013,. Elle a connu Welby lorsqu'ils étaient tous deux étudiants à Durham. Elle est également nommée chanoine de la Cathédrale de Liverpool en 2015.

### Ministère épiscopal
Le 24 mars 2016, Wells est nommée évêque de Dorking, un évêché suffragant du diocèse de Guildford,. Elle est consacrée évêque le 29 juin 2016 par Justin Welby, archevêque de Cantorbéry, lors d'un service à la Cathédrale de Canterbury.
Le 17 octobre 2022, est nommée évêque du ministère épiscopal dans la Communion anglicane et prend ce poste en janvier 2023, basée au Bureau de la Communion anglicane.

## Vie privée
En 1994, Bailey épouse Sam Wells, un prêtre de l'Église d'Angleterre,. Ils ont deux enfants; un fils et une fille.

## Publications
- Jo Bailey Wells, God's Holy People: a theme in Biblical theology, Sheffield, Sheffield University Press, 2000 (ISBN 978-1841270968)
- Margaret Killingray et Jo Bailey Wells, Using the Ten Commandments, Cambridge, Grove Books Ltd., 2000 (ISBN 978-1851744435)
- Jo Bailey Wells, Isaiah: A Devotional Commentary for Study and Preaching, Oxford, Bible Reading Fellowship, 2006 (ISBN 978-1841011516)